# Honoré d'Ambruis
Honoré d’Ambruis (aussi appelé d’Ambruys, Dambruys et Dambruis) est un compositeur français de la période baroque (probablement né autour de 1660 et mort autour de 1702), auteur d'airs de cour publiés en plusieurs recueils (1685, 1696 et 1702), dont seul le premier est parvenu jusqu'à l'époque contemporaine. Actif pendant le dernier quart du XVIIe siècle et les premières années du XVIIIe siècle, d'Ambruis est un disciple de Michel Lambert.
- 1685 : Livre d'airs avec les seconds couplets en diminution mesurez sur la basse continue (Ed. Paris, dédié à Michel Lambert)[3]

Les deux airs généralement enregistrés sont Le doux silence de nos bois et Pour charmer les ennuis.